# WGNS
WGNS — американська студія звукозапису та лейбл звукозапису, створені в 1980-ті роки.

## Про студію
Засновниками студії стали два юнаки Джефф Тернер та Чарльз Беннінгтон. На початку 1980-х років вони захоплювалися панк-роком та хотіли записувати власну музику. Для цього в підвалі будинку батьків Тернера у Меріленді було обладнано студію з шестиканальним мікшером RadioShack. Назва імпровізованої студії WGNS означала «We Gots No Station» (укр. В нас немає станції). Спочатку там записувалися пісні гурту Senator Flux, в якому грали Тернер та Беннінгтон, а коли невдовзі гурт розпався і юнаки залишилися із музичним обладнанням, до їхнього приміщення все частіше приходили інші виконавці.
1995 року студія переїхала до Арлінгтону, штат Вірджинія. На той час у Тернера з Беннінгтоном було вже солідніше обладнання, замість шестиканального мікшера вони мали декілька магнітофонів та 24-канальний мікшер, що дозволяв отримувати якісне аналогове звучання.
За роки існування студії в ній записувалося багато панк-рокових та інді-рокових гуртів, серед яких гурт Тернера Gray Matter, Foo Fighters, Girls Against Boys, Guided By Voices, Hoover, June of 44, Ліз Фер та Yo La Tengo. Зокрема, саме в студії WGNS наприкінці 1996 року було записано першу демоверсію хіта гурту Foo Fighters «Everlong».